# Coelospermum
Coelospermum là một chi thực vật có hoa trong họ Thiến thảo (Rubiaceae).

## Loài
Chi Coelospermum gồm các loài: